# Daniel Larrieu
Pour les articles homonymes, voir Larrieu.
Œuvres principales
Waterproof
On était si tranquille
LUX'
Littéral
Daniel Larrieu, né à Marseille le 23 novembre 1957, est un danseur et chorégraphe français de danse contemporaine.

## Biographie
Daniel Larrieu fait des études d'horticulture au collège horticole de Hyères où il obtient un BEP « Jardins et espaces verts », puis au lycée horticole de Dardilly. Danseur professionnel depuis le début des années 1980 notamment auprès de Wes Howard (1978-1980), Anne-Marie Reynaud et Odile Azagury (1980-1981) au sein de la compagnie Le Four solaire, Régine Chopinot (1982), Daniel Larrieu est une figure fondatrice et marquante de la nouvelle danse française née à cette époque. Il se fait remarquer avec un prix en 1982 au célèbre concours de Bagnolet. Il crée cette année-là le groupe Astrakan-Recherches chorégrahiques et produit ses créations dans des lieux variés et originaux, tels que les jardins du Palais-Royal ou la piscine d'Angers pour sa célèbre pièce aquatique Waterproof en 1986.
Il devient chorégraphe associé à La Ferme du Buisson de 1990 à 1992. Daniel Larrieu devient directeur du Centre chorégraphique national de Tours en 1994 qu'il quitte volontairement fin 2002. Il a été assisté notamment par la chorégraphe Fanny de Chaillé. Il reçoit en 1994 le Grand prix national de la danse du Ministère de la culture.
En 2007, il choisit Dominique Uber pour être l'interprète du Sujet à Vif au Festival d’Avignon.
En 2002, il retrouve sa compagnie indépendante Astrakan à Paris. De juin 2006 à juin 2009 il a été administrateur pour la danse à la SACD, Société des auteurs et compositeurs dramatiques ainsi que de juin 2013 à juin 2015. Daniel Larrieu est artiste associé au Manège de Reims de 2010 à 2013.
En 2014, le chorégraphe publie Mémento 1982-2012, chez Actes Sud, qui retrace sa carrière et son œuvre.
Il participe comme interprète à Avant toutes disparitions de Thomas Lebrun créée au Théâtre national de Chaillot en 2016. Dans le cadre de la Biennale de Lyon en septembre 2016, il expose l'ensemble de son travail d'installations et de photographies à LUX Valence.
Il est artiste associé au CDA d'Enghien-les-Bains de 2016 à 2019.
Officier des arts et des lettres, Daniel Larrieu a été élevé, le 30 décembre 2017, au grade de chevalier de la Légion d’honneur.
En 2019, Daniel Larrieu fait une re-création de deux pièces emblématiques des années 80 : Chiquenaudes (1982) & Romance en Stuc (1985). Do Brunet réalise un film documentaire, Ré-Activation, l’art du geste, sur le remontage de ce spectacle Romance en Stuc.
La Collection Daniel Larrieu rassemble les activités plastiques, scéniques et de transmissions du chorégraphe. En 2021, il y a la création d'un site internet dédié aux archives audiovisuelles de la compagnie de 1982 à 2021.
Depuis 2019, le chorégraphe vit et travaille en Haute-Savoie. Il est depuis début 2023 praticien de la Méthode Feldenkrais ™. 

## Chorégraphies
- 1982 : Chiquenaudes (2e Prix au concours de Bagnolet)
- 1983 : Un sucre ou deux, et Volte-face
- 1984 : Ombres électriques et La Peau et les Os
- 1985 : Romance en stuc (présenté au Festival d'Avignon)
- 1986 : Waterproof, Oberon, et Terre grenadine
- 1987 : Jungle sur la planète Vénus pour le Ballet de Francfort
- 1987 : Éléphant et les Faons
- 1988 : Anima et Les Anges protecteurs
- 1989 : Vous qui habitez le temps de Valère Novarina
- 1989 : Hydmen pour les Ballets de Nancy dirigés par Patrick Dupond
- 1990 : Salomé pour l'Opéra de Lyon et Les Prophètes présenté durant la Biennale de la danse de Lyon
- 1991 : Gravures pour le Festival Montpellier Danse
- 1992 : Attentat poétique pour l'Opéra de Paris
- 1992 : Coda pour les 10 ans de la compagnie lors du Festival d'Avignon
- 1992 : L'Histoire d'un soldat
- 1992 : Rideaux ou les trois jours de décembre à La Ferme du buisson
- 1993 : Alguazia, Mahmoud pour le Bal moderne au Théâtre de Chaillot
- 1995 : Mobile ou le miroir du château
- 1996 : Delta et JJJ
- 1997 : Participation au Visage d'Orphée d'Olivier Py Festival d'Avignon
- 1997 : Delta + et On était si tranquille Acte I
- 1998 : On était si tranquille lors du Festival d'Avignon et du Festival Paris quartier d'été
- 1999 : Feutre
- 2001 : Idoménée et Cenizas
- 2002 : ... Spectre(s)
- 2003 : N'oublie pas ce que tu devines
- 2004 : Roland opéra pour l'Opéra de Lausanne
- 2004 : Marches, danses de verdures' 'Dijon entre cours et jardins
- 2005 : N'oublie pas ce que tu devines
- 2006 : Dors mon petit enfant (pièce de théâtre)
- 2006 : Waterproof (recréation)
- 2006 : Nerver Mind
- 2007 : Début d'un laboratoire sur le paysage
- 2008 : Equus au Théâtre Marigny (pièce de théâtre, mise en scène de Didier Long)
- 2008 : Welcome to the Voice (opéra rock de Muriel Theodori et Steve Nieve présenté au théâtre du Châtelet)
- 2009 : Come Help Me Make a Forest pour la Transition Dance Company de Londres
- 2009 : Dardanus à l'Opéra de Lille
- 2010 : LUX (version scénique) à La Ferme du Buisson
- 2010 : Ice dream (installation vidéo en collaboration avec Christian Merlhiot)
- 2011 : En piste en collaboration avec Pascale Houbin et Dominique Boivin
- 2012 : Divine en collaboration avec Gloria Paris, Théâtre de l'Athénée
- 2013 : L'Âme au diable avec Jérôme Marin et Marianne Baillot
- 2015 : Nuits, atelier spectacle pour la 74e promotion de l'ENSATT
- 2016 : Flow612, installation numérique à danser pour le jeune public
- 2017 : Littéral
- 2019 :   Joy , pièce chorégraphique sur pointes, école de musique et de danse d’Enghien-Les-Bains
- 2019 : Re-création Chiquenaudes & Romance en Stuc
- 2019 : Play612, spectacle/conférence dansée autour de l'écriture chorégraphique de Daniel Larrieu
- 2021 : Danses de verdure, végétalisation de la cour de la Maison des métallos (Paris 11ème) - à partir du livre Un Dernier Jardin de Dereck Jarman

2023 : "Pan Plis Peau", création à L'échangeur CDNC Château Thierry
2023 : Chorégraphie en collaboration avec Solange PANIS pour CAPTIVES film d'Arnaud Des Pallières.

## Publication
- Mémento 1982-2012, Actes Sud, 2014.

## Distinctions
- Officier dans l'ordre des Arts et des Lettres[réf. nécessaire]
- 2017 : Chevalier de la Légion d'honneur[4]